# Rabbe Enckell
Rabbe Arnfinn Enckell, född 3 mars 1903 i Tammela, död 17 juni 1974 i Helsingfors, var en finlandssvensk modernistisk essäist och poet. 

## Biografi
Enckell debuterade med "Dikter" 1923. Han blev först känd som essäist och den finlandssvenska modernismens främste teoretiker. Med åren var det dock lyrikern Enckell som stod i fokus. 1947 publicerade han Nike flyr i vindens klädnad, en av flera samlingsvolymer över hans tidiga lyrik.
Enckell publicerade under sin levnad närmare 40 litterära verk. Den sista samlingen Flyende spegel publicerades postumt 1974. Han skrev en avskalad komprimerad poesi, ofta med naturen som motiv och med klassiska referenser. 
Enckell gick som lyriker från att vara modernist, via inflytande från Proust och Valéry till att inspireras av antiken både i form och innehåll.
Han var dessutom verksam som bildkonstnär. Enckell finns representerad vid Göteborgs konstmuseum.
Rabbe Enckell var son till Karl Enckell. Han var gift första gången 1925–1941 med Heidi Parland, andra gången 1943–1949 med Alice Kaira och tredje gången från 1949 med Aina Eriksson-Enckell.

### Samlade upplagor och urval
- Dikter i urval. Stockholm: Wahlström & Widstrand. 1957. Libris 1902791. https://litteraturbanken.se/f%C3%B6rfattare/EnckellR/titlar/DikterIUrval/sida/3/etext?om-boken
- (på norska) Dikt i utvalg. Cappelens nordiske bibliotek. Oslo: Cappelen. 1958. Libris 2160199
- Dikter [1923-1937]. Flöjtblåsarlycka ; Våren cistern ; Dikter från Landskapet med den dubbla skuggan ; Tonbrädet ; Valvet. Helsingfors: Söderström. 1971. Libris 2160206
- Dikter : en antologi / urval och inledning av Ingemar Hedenius. Trend pocket, 99-0106035-4. Stockholm: Rabén & Sjögren. 1974. Libris 7233039. ISBN 9129431336
- (på finska) Hiljaisuuden varjo : runoja vuosilta 1923-1974 / suomentanut Tuomas Anhava ; toimittaneet Helena ja Jaakko Anhava. Helsingissä: Otava. 2004. Libris 12462318. ISBN 9511193244
- (på tyska) Tändsticksdikter : dikter = Streichholzgedichte : Gedichte, 1923-1974 / herausgegeben, aus dem Schwedischen und mit einem Vorwort von Klaus-Jürgen Liedtke und einem Nachwort von Anders Olsson. Finnlandschwedische Literatur der Avantgarde ; 3. Münster: Kleinheinrich. 2014. Libris 17155192 - Parallelltext på tyska och svenska.

### Övrigt
- P. O. Barck, Johan Wrede, Ingmar Svedberg, red (1970). ”Ett vårtal”. Festskrift till Olof Enckell 12.3.1970. SSLS 437. Helsingfors: Svenska litteratursällskapet i Finland. sid. 15-24. Libris 356133. https://digi.kansalliskirjasto.fi/teos/binding/2653408?page=1

## Priser och utmärkelser
- Bellmanpriset 1956
- Eino Leino-priset 1958
- De Nios stora pris 1964
- Svenska Akademiens Finlandspris 1967
- Pro Finlandia-medaljen 1968[11]
- Svenska Akademiens Finlandspris 1973